# Celso Daniel
Celso Augusto Daniel (Santo André, 16 de abril de 1951 - Juquitiba, 18 de janeiro de 2002), mais conhecido como Celso Daniel foi um professor, engenheiro e político brasileiro filiado ao Partido dos Trabalhadores. Foi Deputado Federal pelo estado de São Paulo e Prefeito de Santo André por três mandatos, cargo que exercia quando foi assassinado em 18 de janeiro de 2002.

## Vida Pessoal
Nasceu em Santo André em 1951, filho de Bruno José Daniel, ex-vereador e prefeito interino da sua cidade natal. Estudou filosofia na USP e bacharelou-se em engenharia pelo Instituto Mauá de Tecnologia, tendo concluído seu mestrado na Fundação Getúlio Vargas.
Trabalhou no Departamento de Trânsito da Prefeitura Municipal entre 1974 e 1978.
É pai de Liora Santana Daniel, fruto de seu segundo relacionamento com a socióloga Ivone de Santana. Foi casado com a atual Secretária Executiva da Casa Civil do Brasil, Miriam Belchior, entre 1986 e 1996.

## Carreira política

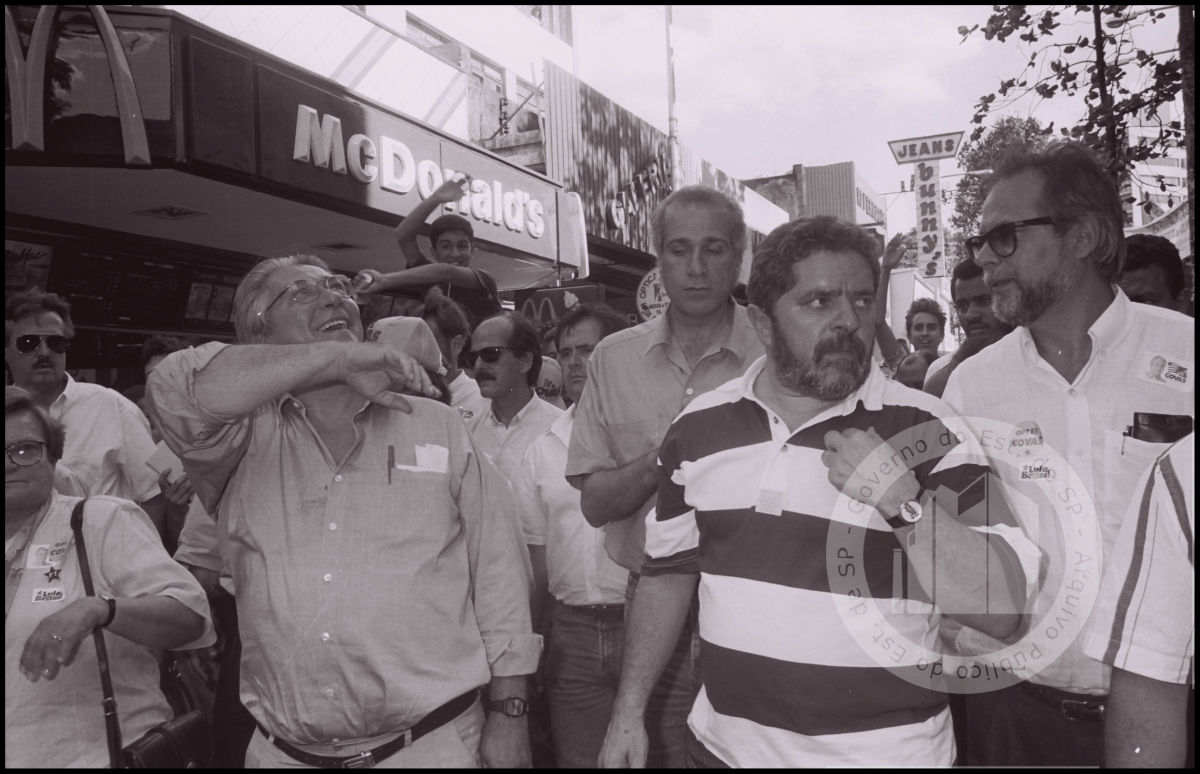
Celso Daniel caminhando ao lado de Luiza Erundina, Mário Covas, Lula e José Dirceu em 1994

Celso Daniel iniciou-se na política em 1982, quando foi candidato à prefeito de Santo André, sendo derrotado por Newton da Costa Brandão, foi candidato novamente em 1988, quando obteve 173 962 votos e foi eleito pela primeira vez para Prefeito de Santo André, permanecendo no cargo até 1992.
Nas Eleições de 1994 candidatou-se ao cargo de Deputado Federal pelo Estado de São Paulo e recebeu 96 957 votos, dos quais 71 534 votos só na cidade de Santo André. Permaneceu na Câmara dos Deputados entre 1995 e 1996, quando renunciou para candidatar-se a prefeitura de Santo André pela segunda vez e foi eleito em primeiro turno com 52% dos votos válidos. Conseguiu ser reeleito nas eleições de 2000 e tinha sido escolhido, no final de 2001, coordenador do programa de governo do PT à Presidência.
Idealizador do Consórcio Intermunicipal Grande ABC, foi presidente da entidade regional por três mandatos: 1991, 1992 e 1995.

## Prefeitura de Santo André
Durante suas gestões a frente da prefeitura de Santo André, Celso Daniel foi precursor de iniciativas  de grande relevância para a cidade, como o Programa de Modernização Administrativa de Santo André, o Programa Integrado de Inclusão Social, o projeto Grafitti Nossa Parte e a Câmara do Grande ABC, atual Consórcio do Grande ABC. Além das inovações administrativas, foram entregues importantes equipamentos públicos como a requalificação do Parque Duque de Caxias, atualmente Parque Prefeito Celso Daniel, o Terminal Urbano e Rodoviário Prefeito Saladino, o Corredor Vila Luzita dentre diversas instalações de saúde e educação.

### Programa de Modernização Administrativa de Santo André
O Programa de Modernização Administrativa de Santo André procurou modificar estruturas e procedimentos do serviço público municipal, tornando-a mais ágil e eficiente, de forma a facilitar o acesso dos cidadãos a informações e a serviços oferecidos pela prefeitura. Esse programa incluiu:
1. A implantação de postos de atendimento reunindo diversos serviços públicos em um único local, contando também com sistemas informatizados;
2. Disponibilização de informações no site da prefeitura e prestação de serviços por meio da Internet;
3. Implantação de um serviço que possibilita o acesso a informações e a solicitação de documentos por telefone;
4. Formação e capacitação do funcionalismo.[11]

## Morte

### Assassinato
Celso Daniel foi sequestrado na noite do dia 18 de janeiro de 2002 após ter jantado em um restaurante na Alameda Santos, centro da cidade de São Paulo, com o empresário Sérgio Gomes da Silva. O prefeito estava em um Mitsubishi Pajero quando supostamente foi perseguido por três carros, um Santana, um Golf e um Tempra.
O prefeito foi retirado do seu veículo na região dos Três Tombos, na Zona Sul de São Paulo,Gomes da Silva foi deixado no local. O corpo de Celso Daniel foi encontrado dois dias depois na Estrada das Cachoeiras, no Bairro do Carmo, na altura do quilômetro 328 da Rodovia Régis Bittencourt (BR-116), em Juquitiba.

### Investigação
O inquérito da Polícia Civil concluiu que Celso Daniel foi sequestrado e morto por uma quadrilha que atuava na Favela Pantanal, na Zona Sul da capital. Segundo o inquérito, os criminosos teriam sequestrado Celso Daniel após perder de vista um empresário não identificado. Ao saber que a vítima era o prefeito de Santo André,o lider da facção conhecido como "Monstro", teria ordenado que ele fosse "dispensado", o que significaria que Celso Daniel deveria ser libertado, porém, José Édson da Silva, outro integrante da facção, teria entendido que ele deveria ser morto. Ele contratou um menor denominado "Lalo", que mais tarde assumiu ter atirado no prefeito na Estrada das Cachoeiras,onde o corpo dele foi encontrado.
Apesar disso, muitas pessoas, entre elas membros da família de Daniel, acreditam que o crime teve motivação política. Há, inclusive, pelo menos 7 mortes relacionadas ao ex-prefeito. Entre elas, o garçom Antônio Palácio de Oliveira, que atendeu ao empresário Sérgio Sombra e o então vereador de Santo André Klinger Luiz de Oliveira Sousa, do PT. A tese do Ministério Público é que Celso foi vítima de um crime de encomenda, desdobramento de um esquema instalado na própria prefeitura, coordenado por ele, destinado a desviar recursos para o Partido dos Trabalhadores. Membro do grupo, Sérgio Sombra, amigo pessoal do prefeito, é acusado de ser o mandante.
Em 2019, em delação premiada vazada, o empresário e publicitário Marcos Valério acusou e então ex-presidente Lula de ser o mandante do crime.

## Homenagens póstumas

### Parque Duque de Caxias
Após seu assassinato em 18 de janeiro de 2002, seu então vice-prefeito, João Avamileno tomou posse no cargo de prefeito titular do município de Santo André, sua primeira medida após tomar posse no cargo foi alterar a toponímia do Parque Duque de Caxias, para Parque Celso Daniel como homenagem ao então prefeito da cidade, que segundo Avamileno era um exímio fã do equipamento.

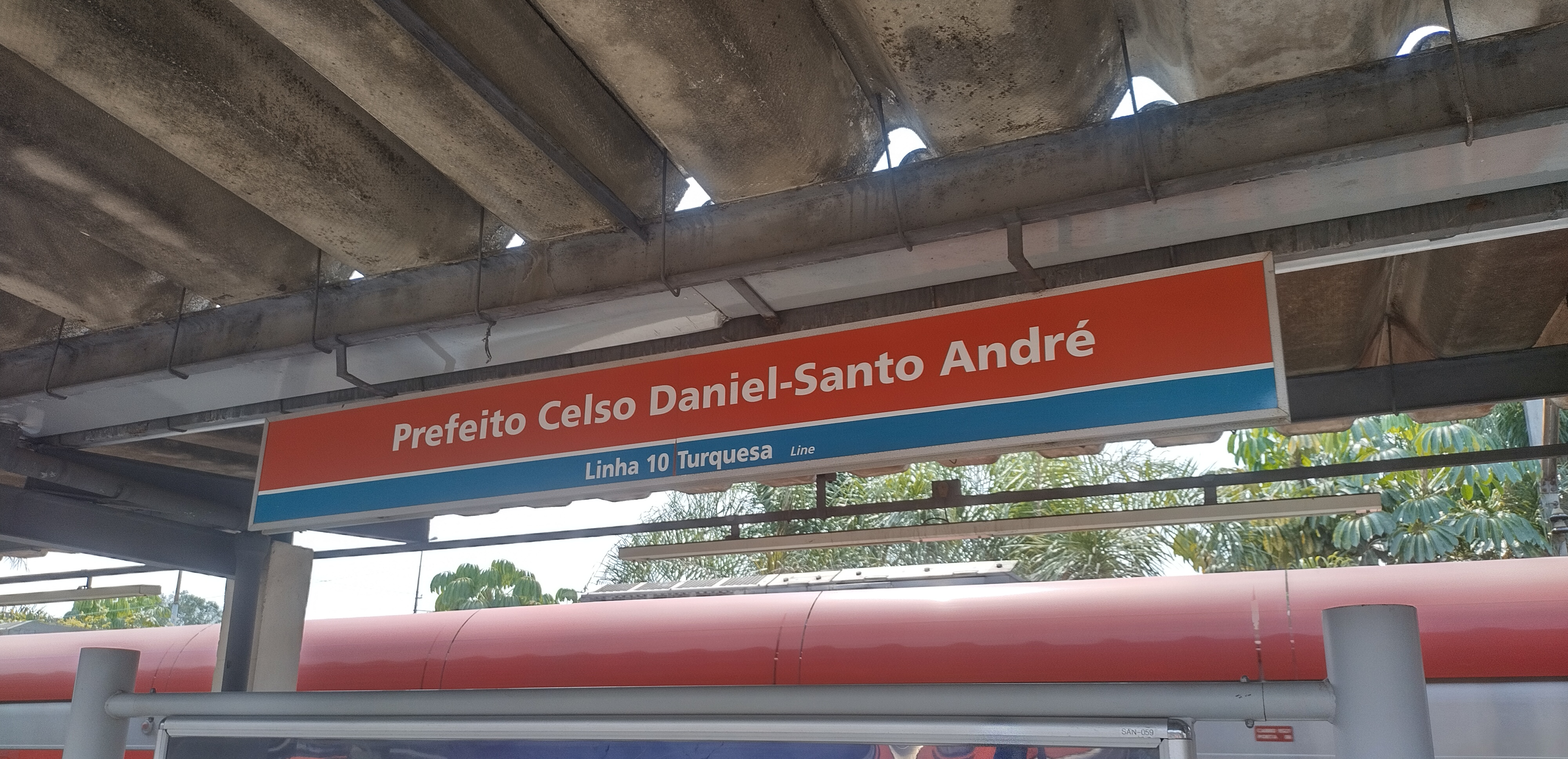
Estação Prefeito Celso Daniel - Santo André.

### Estação Santo André da CPTM
Através do PL 215/2002 de autoria do Deputado Ramiro Meves foi aprovado por unanimidade na Assembleia Legislativa do Estado de São Paulo e promulgada pelo então governador Geraldo Alckmin (PSDB) em 20 de dezembro de 2002, a alteração da denominação da estação ferroviária central do município, que passaria de Estação Santo André para Estação Prefeito Celso Daniel - Santo André.

### Faculdade de Engenharia do Centro Universitário Fundação Santo André
Após a sua morte, a faculdade de Engenharia do Centro Universitário Fundação Santo André foi denominada Faculdade de Engenharia Celso Daniel.

## Desempenho Eleitoral
| Ano  | Eleição                  | Cargo            | Partido                                                                           | Partido | Coligação           | Vice            | Votos para Celso Daniel | Votos para Celso Daniel | Votos para Celso Daniel | Resultado  | Ref           |
| Ano  | Eleição                  | Cargo            | Partido                                                                           | Partido | Coligação           | Vice            | Total                   | %                       | P.                      | Resultado  | Ref           |
| ---- | ------------------------ | ---------------- | --------------------------------------------------------------------------------- | ------- | ------------------- | --------------- | ----------------------- | ----------------------- | ----------------------- | ---------- | ------------- |
| 1982 | Municipal de Santo André | Prefeito         |                                                                                   | PT      | Partido Isolado     | Élcio Riva (PT) | 80.773                  | 25,93%                  | 2.º                     | Não Eleito | [ 29 ] [ 30 ] |
| 1988 | Municipal de Santo André | Prefeito         | Partido Isolado                                                                   | PT      | José Cicote (PT)    | 173.962         | 49,60%                  | 1.º                     | Eleito                  | [ 31 ]     |               |
| 1994 | Estadual de São Paulo    | Deputado Federal | Partido Isolado                                                                   | PT      | —                   | 96.957          | 0,53%                   | 11.º                    | Eleito                  | [ 32 ]     |               |
| 1996 | Municipal de Santo André | Prefeito         | O melhor para Santo André (PT, PCdoB, PDT, PPS, PCB)                              | PT      | João Avamileno (PT) | 205.317         | 61,65%                  | 1.º                     | Eleito                  | [ 33 ]     |               |
| 2000 | Municipal de Santo André | Prefeito         | De Novo, O Melhor Para Santo André (PT, PMDB, PCdoB, PST, PDT, PMN, PV, PCB, PHS) | PT      | João Avamileno (PT) | 250.506         | 70,12%                  | 1.º                     | Eleito                  | [ 1 ]      |               |